# خوسيه أوغستو سانشيز بيريز
خوسيه أوغستو سانشيز بيريز (بالإسبانية: José Augusto Sánchez Pérez)‏ José Augusto Sánchez Pérez (1882 - 1958 م) هو مستشرق إسباني اهتم بتاريخ الرياضيات في الأندلس.
ارتبط بعلاقة وثيقة مع المستشرق ميجيل أسين پلاثيوس.

## آثاره
من مؤلفاته:
- «تقسيم المواريث عند المسلمين بحسب المذهب المالكي» (مدريد سنة 1914).
- «مختصر في الجبر» لابن بدر، تحقيق النص العربي مع ترجمة إلى الإسبانية، ودراسة؛ (مدريد سنة 1916).[3]